# Constitución de Pillersdorf
La Constitución de Pillersdorf (en alemán: Pillersdorfsche Verfassung) fue una constitución del Imperio austriaco promulgada por el ministro del Interior, el Barón Pillersdorf, el 25 de abril de 1848. Pidió juicios públicos, orales y de jurado. 
Solo duró hasta el 16 de mayo, cuando fue reemplazada por una convocatoria a una convención constitucional y se retiró por completo en julio, cuando se eligió al Parlamento de Kremsier. El Parlamento de Kremsier creó la Constitución de Kremsier, que fue precedida por la Constitución de marzo impuesta pero "irrevocable" entre el 4 de marzo y el 7 de marzo de 1849, después de lo cual se disolvió el Parlamento de Kremsier. La Constitución de marzo fue revocada por la Patente de Nochevieja (Silvesterpatent) del emperador Francisco José I el 31 de diciembre de 1851.

## Contenido
La constitución transformó el Imperio austríaco en una monarquía constitucional. Hungría está excluida de su marco, tenía su propia dieta y desde el 11 de abril también su propia constitución. La promesa hecha el 8 de abril a Bohemia para obtener su independencia no estaba en cuenta.
La constitución de Pillersdorf estableció un parlamento bicameral: su cámara alta se llamaba Senado[cita requerida] y su cámara baja, Cámara de Diputados[cita requerida]. El primero consistía en los príncipes de las diversas casas que habían cumplido los 24 años, los ministros nombrados por el emperador y los grandes terratenientes elegidos. Los diputados de la cámara baja debían ser elegidos por sufragio universal masculino, la mayoría se fijaba en 24 años, los receptores de la ayuda pública, los aprendices y los estacionales estaban excluidos.
El parlamento debió ser convocado; por otro lado, poseía la iniciativa de las leyes y legislar junto con el emperador. Este último también era jefe del poder ejecutivo, que lo completaba un gabinete de ministros responsables ante el parlamento. El emperador, sin embargo, tenía el derecho de veto absoluto contra las decisiones del parlamento.
A nivel judicial, se crearon tribunales de asaltos. Los juicios debían ser públicos, orales y un jurado debía decidir la sentencia.
El texto también contenía un catálogo de derechos fundamentales. Introducía una distinción entre los derechos humanos y el derecho del ciudadano. A estos últimos se les garantizó la igualdad, la libertad de culto y de conciencia y el derecho a la propiedad. El feudalismo no se suprimió por completo. Porciones de la población estaban excluidas del proceso democrático.